# 게이세이 전철 3700형 전동차
게이세이 전철 3700형 전동차(일본어: 京成3700形電車 けいせい3700がたでんしゃ[*])는 케이세이 전철에서 1991년부터 도입하기 시작한 주력 통근용 전동차이다.